# エイサゴーゲー
『エイサゴーゲー』(古希: Εἰσαγωγή 羅: Isagoge 『イサゴーゲー』とも) は、ローマ帝国期のポルピュリオスが古代ギリシア語で著し、ボエティウスがラテン語に翻訳した書物。題名の意味は『手引き』、すなわちアリストテレス『範疇論』への手引きであることを意味する。ポルピュリオスの死後少なくとも千年後まで論理学の標準的な教科書として使われていた。
アンモニオス・ヘルメイウ、エリアス、ダヴィドといった古代の注釈者たちによれば、本書は268年-270年にポルピュリオスがシチリアに滞在していた折に執筆され、知人に贈られた。本書では、ポルピュリオスの樹として知られている普遍的な実体から個々の存在へ下がっていくという、類と種の階層的分類が述べられており、これは非常に影響力が高い。また、本書の序文では普遍の問題について言及されている。
ボエティウスによる本書のラテン語訳は中世ヨーロッパの学校・大学で標準的な教科書として使われ、中世における論理学や普遍の問題の哲学的・神学的発展の土台を提供した。ボエティウス自身やイブン・ルシュド、アベラール、ドゥンス・スコトゥスといった著述家が本書の注釈書を作成している。オッカムのウィリアムのように、それらの注釈書を自身の著作と統合した著述家もいる。

## バージョン
最初のラテン語訳は現存していないが、4世紀にガイウス・マリウス・ウィクトリヌスが作成した。ボエティウスが翻訳を行う際にもこれに強く依拠した。知られている限り最初のシリア語への翻訳は7世紀にバラドのアタナシオスが作成したものである。本書の初期のアルメニア語訳も現存している。
『手引き』はアブドゥッラー・イブン・ムカッファによってシリア語からアラビア語に翻訳された。アラビア語化された名称『イサーグージー(Isāghūjī)』として本書はイスラーム世界で論理学の入門書として長い間使われ続け、神学、哲学、文法学、法理学の研究に影響した。本書の応用や梗概を除いても、ムスリム哲学者の著した多くの独立した論理学書が『イサーグージー』と名付けられてきた。ポルピュリオスの「付帯性」の議論は「付帯性」と「本質」の応用に関する長きにわたる議論を引き起こした。

## 属性
属性 (ラテン語: praedicabilis、quinque vocesつまり「五つの言葉」とも呼ばれるものを指していると考えられる)は、スコラ論理学では、述語が主語に賓述される関係を分類するのに使う用語である。スコラ学者が作成し、近代の論理学者が広く利用したリストは元来アリストテレスが五つに分けた分類(『トピカ』, a iv. 101 b 17-25)、つまり定義(「ホロス horos」)、類(「ゲノス genos」)、種差(「ディアポラ diaphora」)、固有性(「イディオン idion」)、付帯性(「スムベベコス sumbebekos」)に基づいている。
ボエティウスの訳した『エイサゴーゲー』に基づいているスコラ学者たちの分類は定義に代えて種(「エイドス eidos」)を使うことでアリストテレスのものを修正している。

## ポルピュリオスの樹
中世の教科書では、極めて重要な「ポルピュリオスの樹」(Arbor porphyriana)という形でポルピュリオスによる実体の論理学的分類が図示されていた。今日に至るまで、分類学は生物を分類するうえでポルピュリオスの樹の概念から恩恵を受けている。分岐学の記事を参照。

## 普遍の問題
本書は中世における普遍の地位についての議論を引き起こしたとして評価されている。ポルピュリオスはこう書いている
類と種に関してそれらが存在するかどうか、それらが純粋に独立した概念であるかどうか、それらは存在するとして物質的なものなのか非物質的なものなのか、それらは知覚の対象から独立なのか知覚の対象に含まれているのか、あるいはその他の関係する質問をされても、当然ながら私は即座にそれに答えるのを断るであろう。この種の問題は深遠を極めており、より広範囲な調査を必要とする。
彼はこれらの問題にこれ以上言及していないが、この記述が彼の著作のうちでも最も影響力の強い部分となっている。というのは、これらの質問こそが中世における普遍の地位に関する議論の土台となっているからである。普遍は心の中にのみ存在するのか、それとも実在するのか?物質的なものだとして、物体から離れて存在するものなのか、物体の一部として存在するのか?等々。